# Pristava pri Višnji Gori
Pristava pri Višnji Gori este o localitate din comuna Ivančna Gorica, Slovenia, cu o populație de 16 locuitori.